# Östra Nöbbelövs landskommun
Östra Nöbbelövs landskommun var en tidigare kommun i dåvarande Kristianstads län.

## Administrativ historik
Kommunen bildades i Nöbbelövs socken i Järrestads härad i Skåne när 1862 års kommunalförordningar trädde i kraft. Namnet var före 17 april 1885 Nöbbelövs landskommun.
19 oktober 1894 inrättades här och i Simris landskommun Branteviks municipalsamhälle.
1945 uppgick kommunen i Simris-Nöbbelövs landskommun som 1952 uppgick i Simrishamns stad som 1971 ombildades till Simrishamns kommun.

## Politik

### Mandatfördelning i Östra Nöbbelövs landskommun 1942
| 7 | 8 |

| 12 | 3 |